# شانون مور
شانون مور (بالإنجليزية: Shannon Moore)‏ هو مصارع محترف أمريكي، ولد في 27 يوليو 1979 في كاميرون في الولايات المتحدة.

## وصلات خارجية
- شانون مور على موقع WrestlingData.com (الإنجليزية)
- شانون مور على موقع CageMatch worker (الإنجليزية)
- شانون مور على موقع قاعدة بيانات المصارعة على الإنترنت (الإنجليزية)
- شانون مور على موقع عالم المصارعة على الإنترنت (الإنجليزية)
- شانون مور على موقع عالم المصارعة على الإنترنت (الإنجليزية)
- شانون مور على موقع IMDb (الإنجليزية)
- شانون مور على موقع قاعدة بيانات الفيلم (الإنجليزية)